# 大澤太郎
大澤 太郎（おおさわ たろう、1960年 <昭和35年> 8月 - ）は、日本の地方公務員。川崎市環境局長、同市総務企画局長、同市上下水道事業管理者を歴任。

## 人物・経歴
神奈川県立川崎高等学校卒業。1984年 川崎市役所に入庁、2017年4月 小林哲喜の後任として環境局長、2019年4月 同職を斉藤浩二と交代し唐仁原晃の後任として総務企画局長。同年 (令和元年) には令和元年東日本台風の襲来、翌2020年には 新型コロナウイルス対策に取り組んだ 2021年3月 同職を中川耕二と交代し金子督の後任として川崎市上下水道事業管理者。管路や配水池、配水等の耐震化やBCP等のソフト対策の充実に取り組んだ。